# Ocho apellidos marroquís
Ocho apellidos marroquís és una pel·lícula de comèdia romàntica espanyola del 2023 dirigida per Álvaro Fernández Armero a partir d'un guió de Daniel Castro, protagonitzada per Julián López, Michelle Jenner, Elena Irureta i María Ramos. Originalment coneguda amb el títol de Casi familia, va ser rebatejada i rebatejada com a seqüela dels èxits de taquilla Ocho apellidos vascos i Ocho apellidos catalanes.

## Sinopsi
A la mort del ric empresari cantàbric de conserves José María, la vídua de José María, Carmen, la filla Begoña i l'ex Guillermo de Begoña, viatgen a Essaouira per recuperar el primer vaixell pesquer del patriarca. Enmig d'enfrontaments culturals, s'assabenten de la filla secreta de José María al Marroc, Hamida.

## Repartiment
- Elena Irureta com a Carmen[1]
- Michelle Jenner com a Begoña[1]
- Julián López com a Guillermo López de Castro[2]
- María Ramos com a Hamida[1]
- Hamza Zaidi[3]
- Abdelatif Hwidar[3]
- Ayoub El Hilali com a Abdel[3]
- Antonio Resines com a José María[2]

## Producció
La pel·lícula és una producció de Telecinco Cinema, Lazona, Pris&Batty i Toto Films AIE i ha comptat amb la participació de Mediaset España, Movistar Plus+ i Mediterráneo Mediaset España Group, i el suport financer de l'ICAA. Es va rodar entre el Marroc (Essaouira), Cantàbria (San Vicente de la Barquera) i Madrid. La pel·lícula va ser fotografiada per Sergi Gallardo, muntada per Raúl de Torres i amb la música de Vanessa Garde. Va comptar amb un pressupost d'uns 5,5 milions d'euros.

## Estrena
Distribuïda per Universal Pictures International Spain, la pel·lícula es va estrenar als cinemes d'Espanya l'1 de desembre de 2023. Va tenir una recaptació nacional de més d'1,68 milions d'euros durant el seu primer cap de setmana, cosa que la converteix en la segona estrena més gran d'una pel·lícula espanyola el 2023, però molt per sota de les xifres de les seves predecessores. La pel·lícula va generar crítiques en línia per part d'usuaris que van aprofitar l'oportunitat per transmetre un missatge «antiwoke» i racista, evitant el qüestionament de la pel·lícula sobre els seus mèrits cinematogràfics.